# Androsace russellii
Androsace russellii är en viveväxtart som beskrevs av Y. Nasir. Androsace russellii ingår i släktet grusvivor, och familjen viveväxter. Inga underarter finns listade i Catalogue of Life.